# Bắc Sơn, Tam Nông (Phú Thọ)
Bắc Sơn là một xã thuộc huyện Tam Nông, tỉnh Phú Thọ, Việt Nam.

## Địa lý
Xã Bắc Sơn nằm ở phía bắc huyện Tam Nông, có vị trí địa lý:
- Phía đông giáp xã Hiền Quan và xã Thanh Uyên
- Phía tây giáp thị xã Phú Thọ và huyện Thanh Ba
- Phía nam giáp xã Lam Sơn và xã Vạn Xuân
- Phía bắc giáp thị xã Phú Thọ.

Xã Bắc Sơn có diện tích 15,41 km², dân số năm 2018 là 10.615 người, mật độ dân số đạt 689 người/km².

## Lịch sử
Địa bàn xã Bắc Sơn hiện nay trước đây vốn là ba xã: Hương Nha, Vực Trường, Xuân Quang.
Trước khi sáp nhập, xã Vực Trường có diện tích 4,59 km², dân số là 2.386 người, mật độ dân số đạt 520 người/km². Xã Xuân Quang có diện tích 6,51 km², dân số là 4.538 người, mật độ dân số đạt 697 người/km². Xã Hương Nha có diện tích 4,31 km², dân số là 3.691 người, mật độ dân số đạt 856 người/km².
Ngày 17 tháng 12 năm 2019, Ủy ban Thường vụ Quốc hội ban hành Nghị quyết 828/NQ-UBTVQH14 về việc sắp xếp các đơn vị hành chính cấp xã thuộc tỉnh Phú Thọ (nghị quyết có hiệu lực từ ngày 1 tháng 1 năm 2020). Theo đó, sáp nhập toàn bộ diện tích và dân số của ba xã Hương Nha, Xuân Quang và Vực Trường thành xã Bắc Sơn.